# Кармыши
Ка́рмыши (чув.  Кармăш)— деревня в Моргушском районе Чувашии, расположена в полутора километрах от села Большой Сундырь.
Название происходит от чув. «кормаш/курмаш» — «незаметный, невидимый». Так назывались древние засеки/засады сувар/булгар для наблюдения за возможным приближением противника. То есть это такой замаскированный передовой пост, маленькое поселение в несколько землянок изначально. Обитатели передавали информацию о появлении «чужих» в городище/крепость. Такой крепостью для этих Кармыш были Шашкары (Суаскар — «чувашская крепость»). Неслучайно, прежнее название деревни — Крайние Шашкары. Находится на высоком и удобном для дальнего наблюдения крутом откосе р. Сундырь.
Курмыши/Кармыши весьма распространенное название современных поселений чуваш, более 10 сел и деревень только в Чувашской Республике. Наиболее выдвинутое — г. Курмыши на той стороне р. Суры, ныне в Нижегородской области, напротив г. Ядрина. Видимо, оно служило форпостом булгарского государства ещё 1000 лет назад. По все видимости, эти Курмыши были передовой заставой от старинной чувашской крепости — Чиганары (теперь в Ядринском районе). Село Чиганары находится на высоком естественном холме, сподручном для крепости.

курмы́ш: II. "поселение", симб. и "отдаленная пашня", сарат. ()